# آتش‌نشان

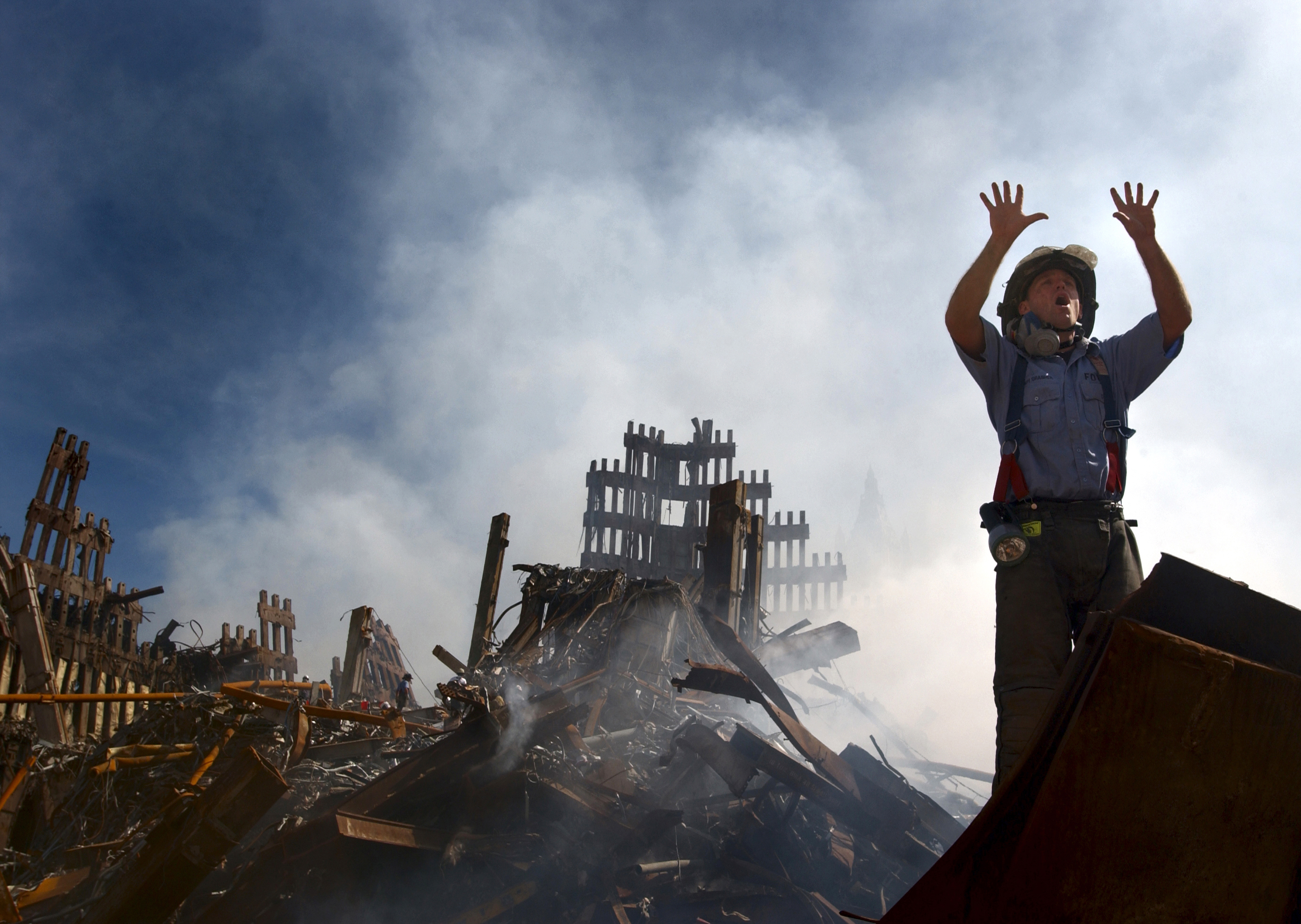
نگاره‌ای از یک آتش‌نشان بر روی آوار برج‌های دوقلوی مرکز تجارت جهانی که درخواست اعزام ۱۰ نفر نیرو برای کمک به آواربرداری در آن نقطه را دارد.

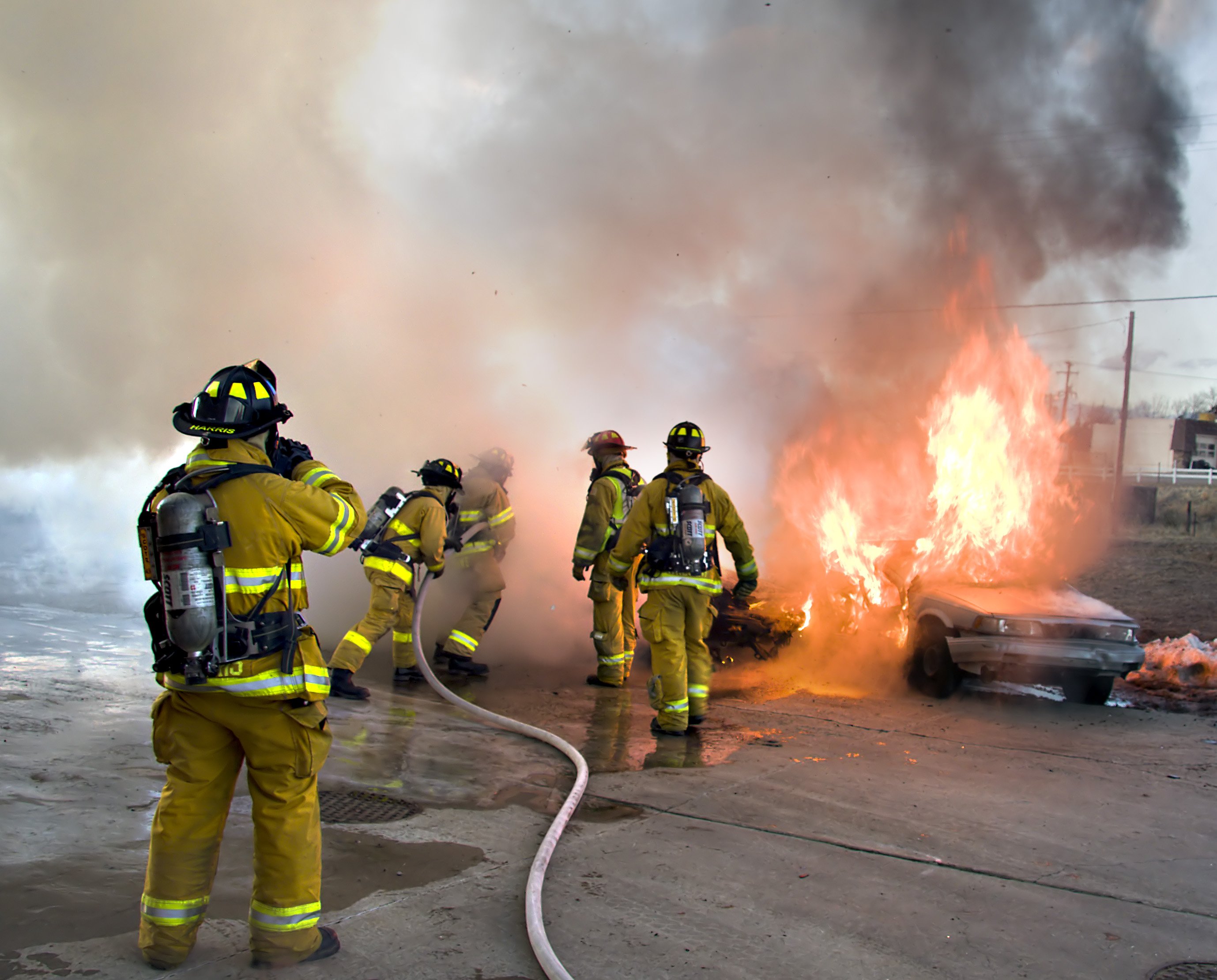
مأمور آتش‌نشانی

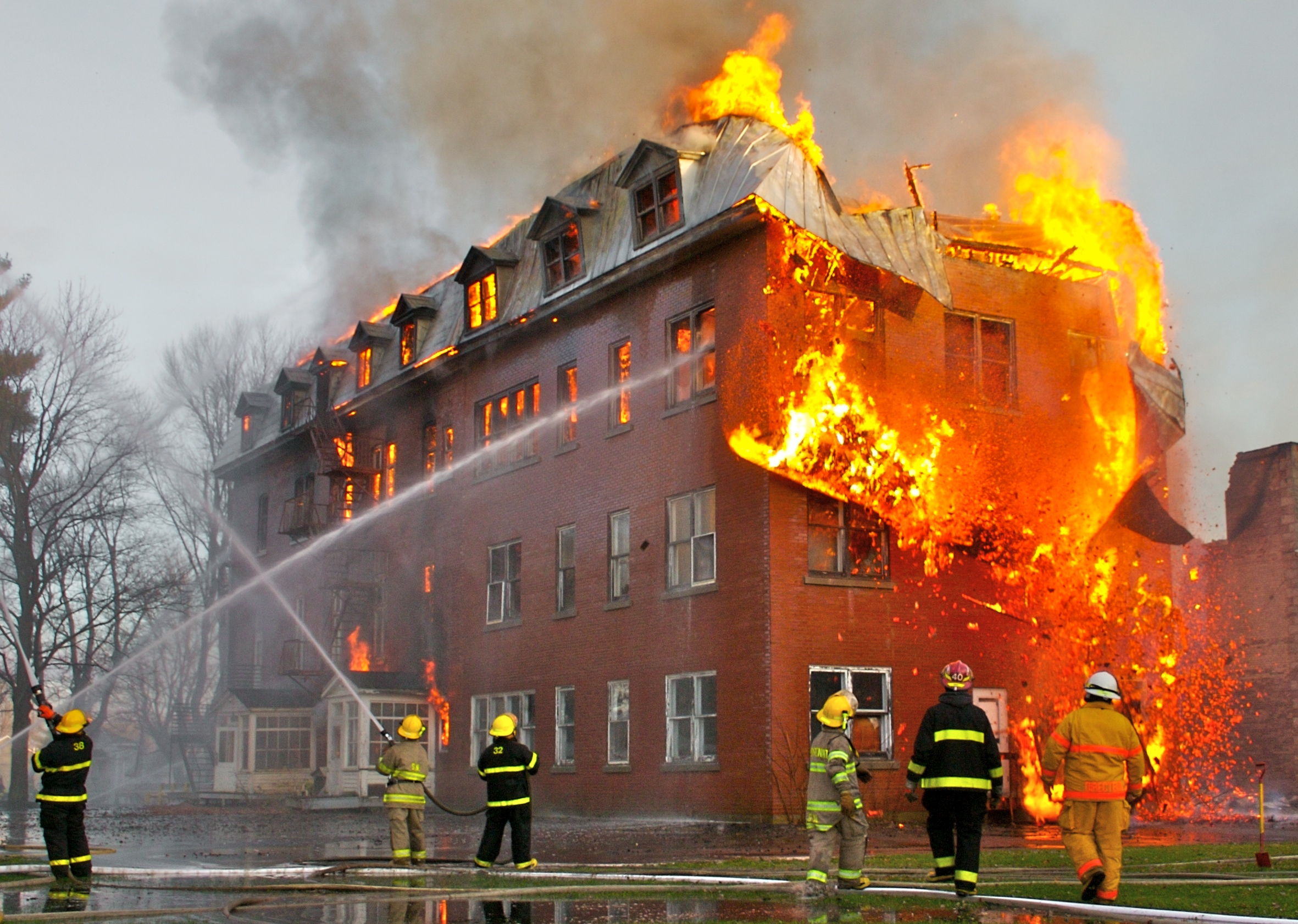
مأموران آتش‌نشانی

مأمور آتش‌نشانی یا آتش‌نشان امدادگران آموزش دیده‌ای هستند که وظیفهٔ اصلی آنها خاموش کردن آتش‌سوزی‌های خطرناک که اموال، غیرنظامیان و نظامیان را تهدید می‌کنند و نجات دادن افراد آسیب دیده در تصادفات، ساختمان فرو ریخته و تصادفات جاده‌ای و حوادث است. با پیچیده شدن زندگی امروز، مامورهای آتش‌نشانی مهارت‌های بیشتری از جمله مهارت‌های پزشکی و اورژانسی را فرا می‌گیرند تا به یاری آسیب دیدگان بشتابند.

## درجات

### ایران
| درجه                         | فارسی              | نشان‌ها بر یقه/سردوشی                                                 | نشان‌ها بر یقه/سردوشی                                        |
| ---------------------------- | ------------------ | -------------------------------------------------------------------- | ----------------------------------------------------------- |
| Volunteer Firefighter I      | آتش‌نشان داوطلب سوم | One yellow bar                                                       | یک خط زرد                                                   |
| Volunteer Firefighter II     | آتش‌نشان داوطلب دوم | Two yellow bars                                                      | دو خط زرد                                                   |
| Volunteer Firefighter III    | آتش‌نشان داوطلب     | Three yellow bars                                                    | سه خط زرد                                                   |
| Firefighter I                | آتش‌نشان سوم        | One silver bar                                                       | یک خط نقره‌ای                                                |
| Firefighter II               | آتش‌نشان دوم        | Two silver bars                                                      | دو خط نقره‌ای                                                |
| Firefighter III              | آتش‌نشان            | Three silver bars                                                    | سه خط نقره‌ای                                                |
| Head Firefighter I           | سرآتش نشان سوم     | One flame and one gold bar                                           | یک شعله و یک خط طلایی                                       |
| Head Firefighter II          | سرآتش نشان دوم     | One flame and Two gold bars                                          | یک شعله و دو خط طلایی                                       |
| Head Firefighter III         | سرآتش نشان         | One flame and Three gold bars                                        | یک شعله و سه خط طلایی                                       |
| Master Firefighter I         | آتش یار سوم        | One flame                                                            | یک شعله                                                     |
| Master Firefighter II        | آتش یار دوم        | Two flames                                                           | دو شعله                                                     |
| Master Firefighter III       | آتش یار            | Three flames                                                         | سه شعله                                                     |
| Master Firefighter IV        | سر آتش یار         | Four flames                                                          | چهار شعله                                                   |
| Chief Firefighter I          | آتش پاد سوم        | One empty gold wreath                                                | یک حلقه گل طلایی خالی                                       |
| Chief Firefighter II         | آتش پاد دوم        | One gold wreath with a flame inside                                  | یک حلقه گل طلایی با یک شعله درونش                           |
| Chief Firefighter III        | آتش پاد            | One gold wreath with a flame inside and a silver bar below them      | یک حلقه گل طلایی با یک شعله درونش و یک خط نقره‌ای زیر آنها   |
| Chief master Firefighter I   | فرآتش پاد سوم      | One gold wreath with a flame inside and two silver bars below them   | یک حلقه گل طلایی با یک شعله درونش و دو خط نقره‌ای زیر آنها   |
| Chief master Firefighter II  | فرآتش پاد دوم      | One gold wreath with a flame inside and three silver bars below them | یک حلقه گل طلایی با یک شعله درونش و سه خط نقره‌ای زیر آنها   |
| Chief master Firefighter III | فر آتش پاد         | One gold wreath with a flame inside and four silver bars below them  | یک حلقه گل طلایی با یک شعله درونش و چهار خط نقره‌ای زیر آنها |

## تجهیزات
- ابزار دستی، مانند
  - تخت سر و تبر انتخاب سر
  - قطب پایک
  - Halligan نوار
  - چراغ قوه
  - آچار
- بخشنامه ("K-۱۲")، برش لبه، و / یا زنجیره‌ای اره
  - ابزار نجات هیدرولیک از قبیل پخش، برش، و قوچ
- تجهیزات حفاظتی شخصی ("PPE") طراحی شده برای مقاومت در برابر آب و درجه حرارت بالا، مانند
  - بانکر دنده، از جمله ژاکت مشارکت و شلوار
  - تنفس خود شامل دستگاه (SCBA)
  - کلاه، ماسک صورت و / یا گیر، بالا رفتن از کلاه
  - کفش ایمنی، دستکش، و نومکس و هودهای فلش کربن
  - سیستم ایمنی هشدار شخصی (PASS) دستگاه
- رادیو دستی، پیجر، یا سایر دستگاه‌های ارتباط
- دوربین تصویربرداری حرارتی
- متر گاز

## نگارخانه

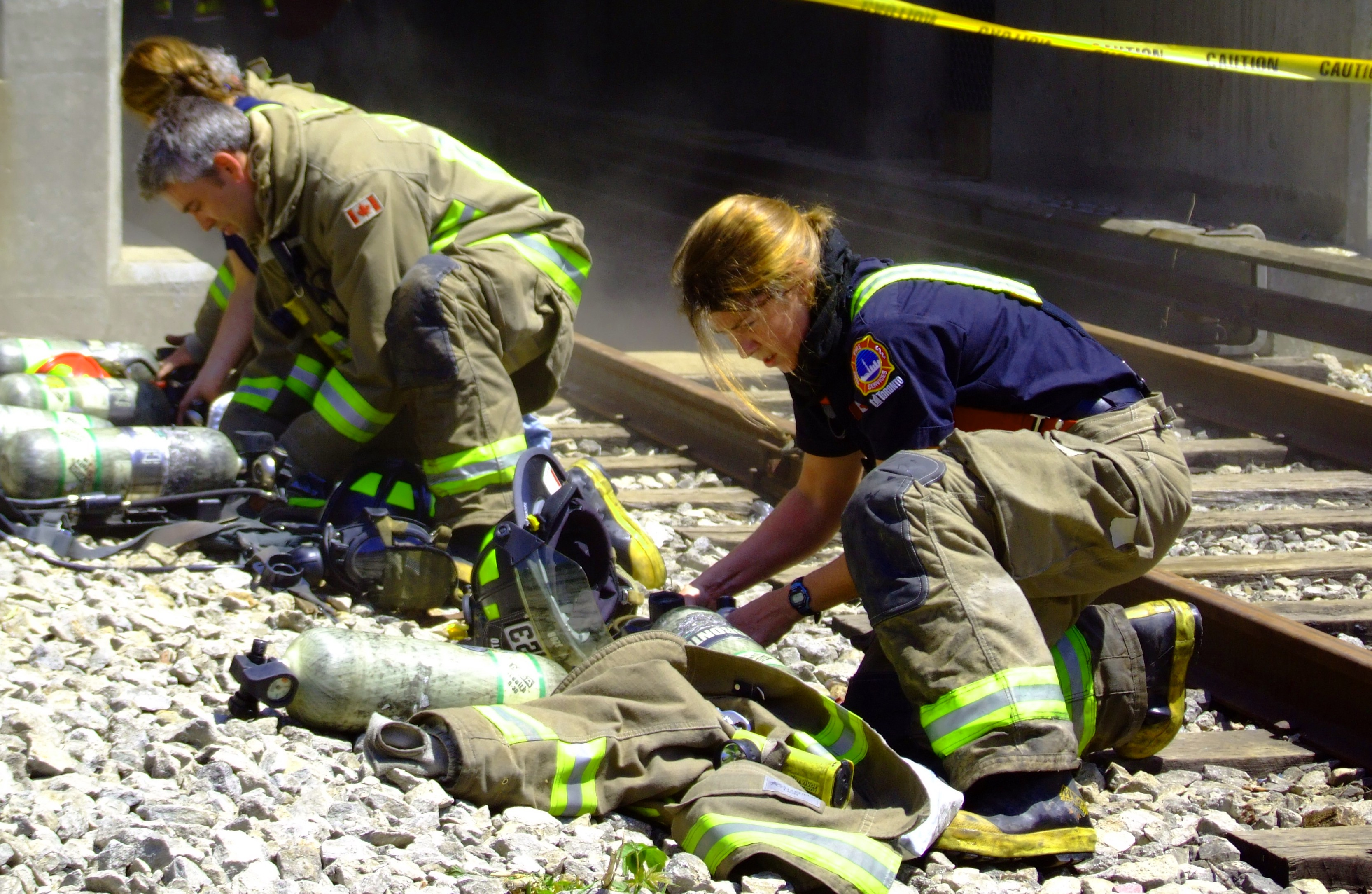
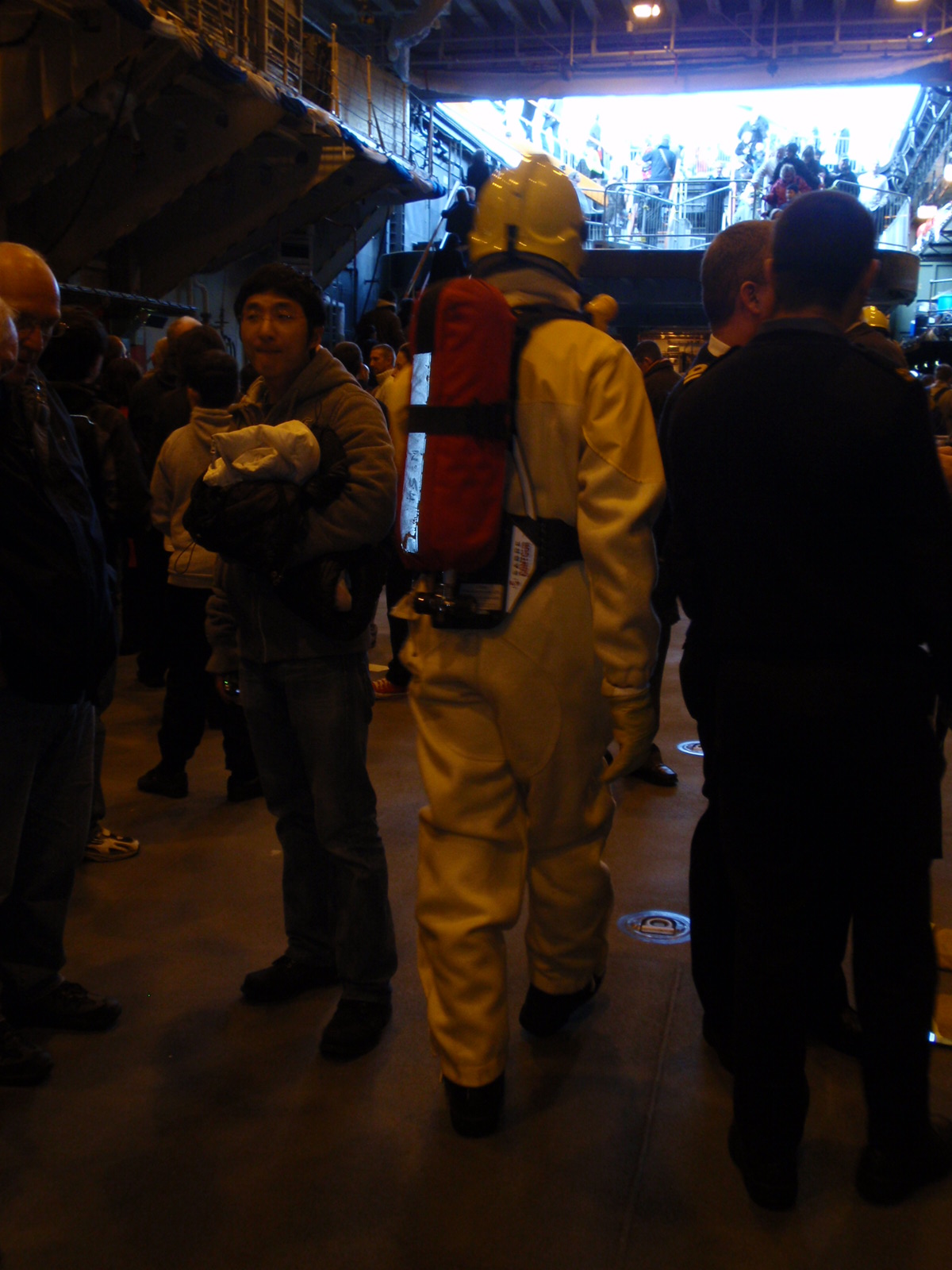